# EHC Black Wings Linz
EHC Black Wings Linz je avstrijski hokejski klub, ki igra v Ligi EBEL. Domače tekme igrajo v Linzu v Avstriji. Njihova dvorana se imenuje Donauparkhalle Linz. 

## Zgodovina

### EHC Black Wings Linz
Klub EHC Black Wings Linz je bil ustanovljen leta 1992, potem ko se je klub UEC Linz združil s štajerskim klubom UEC Oberösterreich. Začetek kluba je bil dokaj obetaven in ambiciozen. Po eni sezoni v Regionalni ligi in Višji ligi so Črna krila v sezoni 1997/98 igrala v 2. diviziji, ki se danes imenuje Narodna liga. Prva sezona v najvišji avstrijski ligi je bila sezona 2000/01. Takrat so si igralci linškega kluba priborili 3. mesto po rednem delu za moštvoma KAC in VSV. V četrtfinalu so tesno odpravili EHC Lustenau s 3:2 v zmagah. V polfinalu je bil usoden VSV, ki je zmagal s 3:1 v zmagah. 
V prihodnji sezoni si je klub priboril naslov podprvaka. Kot prvouvrščena ekipa po rednem delu so v finalu izgubili proti ekipi VSV, za kar so se maščevali v sezoni 2002/03, ko so v finalu premagali zopet VSV s 3:1 v zmagah. V prihodnji sezoni so si zagotovili tudi polfinale Evropskega pokala. Aprila 2005 so morala Črna krila iti v stečaj, ker je vodstvo kluba po naslovu državnega prvaka leta 2003 porabilo preveč denarja za nove igralce. 

### EHC LIWEST Black Wings Linz
Moštvo je bilo tako pod imenom EHC LIWEST Black Wings Linz ustanovljeno na novo. V sezoni 2006/07 se je klub prvič pod novim vodstvom kluba uvrstil v končnico. Po rednem delu so se kljub začetnim težavam uspeli uvrstiti na 3. mesto. V polfinalu je bila ekipa VSV boljša s 3:0 v zmagah. V sezoni 2007/08 se je klub prebil spet v polfinale. Po rednem delu je zasedel 1. mesto, po uvrstitveni rundi pa 3. To je pomenilo, da so se v četrtfinalu srečali s slovensko ekipo Acroni Jesenice in jo tudi premagali, sicer tesno, s 3:2. Njihov polfinalni tekmec je bilo še eno slovensko moštvo ZM Olimpija. Slednje je serijo Best-of-seven zmagalo s 4:2. 
V sezoni 2008/09 je bila ustanovljena tudi hčerinska ekipa, ki igra v Višji ligi.

## Največji uspehi
- Avstrijski prvak v hokeju na ledu (1): 2002/03